# بی‌پریدن
بای‌پِریدن (به انگلیسی: Biperiden) که در بین دیگران با نام تجاری آکینتون (به انگلیسی: Akineton) فروخته می‌شود، دارویی است که برای معالجه بیماری پارکینسون و اختلالات حرکتی ناشی از عوارض خارج هرمی برخی داروها به کار می‌رود. برای دیسکینزیای تأخیری توصیه نمی‌شود. از طریق دهان، تزریق داخل ورید یا تزریق ماهیچه‌ای مصرف می‌شود. عوارض جانبی رایج شامل تاری دید، خشکی دهان، خواب آلودگی، یبوست و سردرگمی است. نباید در افرادی که انسداد روده یا گلوکوم دارند استفاده شود. هنوز مشخص نیست که آیا استفاده در بارداری یا شیردهی بی خطر است یا خیر. بای‌پِریدن در خانواده داروهای آنتی کولینرژیک است.
رده درمانی: داروهای آنتی کولینرژیک

## موارد مصرف
بای‌پِریدن به عنوان یک عامل (کنشگر) در درمان پارکینسون به کار می‌رود. و از نوع ضد کولینرژیک است.
بای‌پِریدن برای کاهش تعریق در افراد مصرف‌کننده متادون به کار می‌رود.
همچنین بیپریدین برای بهبود علائم پارکینسون و رفع عوارض خارج هرمی مربوط به داروهای ضدروان‌پریشی مورد استفاده قرار می‌گیرد.
برای درمان هیپرتونی، کاهش عرق‌ریزی غیرطبیعی و ترشح زیاد بزاق، بهبود اختلالات راه‌رفتن و به میزان کمتر در رعشه نیز می‌تواند مؤثر باشد.

## عوارض
این عامل ممکن است موجب سرگیجه، سردرد، گیجی، یبوست، آلرژی، میدریاز (گشادی مردمک) و بیماری آب سیاه گردد. تأثیر بر سیستم عصبی مرکزی و محیطی شامل خواب‌آلودگی، سرگیجه، سردرد و سبکی سر (یکی از عوارض رایج) است. در دوزهای بالا، عصبی بودن، بیقراری، اضطراب، دلیریوم و گیجی گزارش شده است. بای‌پِریدن ممکن است به دلیل یک اثر خلق و خوی کوتاه و افزایش سرخوشی مورد سوءمصرف قرار بگیرد. معماری خواب معمولی ممکن است تغییر یابد (REM یا حرکت تند چشم در خواب). بای‌پِریدن ممکن است آستانه تشنج را کاهش دهد. مواردی از زوال عقل ذکر شده است که با تجویز مداوم داروهای آنتی‌کولینرژیک مانند بای‌پِریدن برای بیماری پارکینسون ارتباط دارد.
- عوارض جانبی محیطی: تار شدن بینایی، خشکی دهان، اختلال در تعریق، ناراحتی در شکم و یبوست رایج است. ممکن است تاکی کاردی نیز رخ بدهد. واکنش پوستی آلرژیک نیز محتمل است.
- چشم‌ها: بای‌پِریدن باعث میدریاز همراه با یا بدون فتوفوبی می‌شود. ممکن است گلوکوم زاویه باریک نیز ایجاد یا با مصرف بای‌پِریدن شدت یابد.

### موارد منع مصرف
- حساسیت به بای‌پِریدن
- گلوکوم زاویه باریک
- ایلوس
- احتیاط: برای مبتلایان به بیماری انسداد دستگاه ادراری، افرادی با سابقه شناخته شده از تشنج و افراد مبتلا به تاکی کاردی بالقوه خطرناک است.